# Gianluigi Valleriani
Gianluigi Valleriani (Legnano, 18 febbraio 1968) è un allenatore di calcio ed ex calciatore italiano, di ruolo portiere.

## Carriera

### Giocatore
Cresciuto nel Legnano dove esordisce da professionista in Serie C2, riveste il ruolo di secondo portiere nel Bologna dal 1990 al 1992 (1 stagione in A e 1 in B). Debutta nella massima serie del campionato italiano il 3 marzo 1991, nella gara persa per 3-2 sul campo del Cesena, collezionando altre 4 presenze e subendo 15 gol in quella stagione. La sua carriera continua in C2 con la maglia del Cerveteri e nel CND che vince con il Grosseto, ma della quale non riesce a fruire per tornare tra i professionisti, causa la mancata iscrizione della società alla Serie C2 (Il Grosseto nell'occasione non è fallito, ma è stato semplicemente escluso dalla Serie C2 ed iscritto all'Eccellenza).
Tra i dilettanti continua con il Mosciano prima di ritornare in Serie C2 con il Fano: qui rimane due stagioni e mezza prima di passare nel marzo 1999 in Serie C1 con la maglia del Siena dove con 1 presenza abbandona i campi professionistici.
Continua a giocare tuttora dopo esperienze con il Real Cassino, con la Castrense e dal 2003 con il Manciano dove milita fino al 2009. Dopo una stagione allo Scansano, nell'estate 2010 si accasa al Casottomarina, squadra di prima categoria della provincia di Grosseto.

### Allenatore
Nel 2007 ottiene il patentino e si dedica così alla formazione Under-18 del Manciano stesso, continuando a difendere i pali della formazione maggiore. Dal 2011 al 2015 è stato allenatore dell'A.C. Roselle, squadra della città di Grosseto che milita in Terza categoria.
Ora allena gli juniores dell'A.S.D. Fonteblanda. Ha allenato i portieri del Belvedere.Dal 2019 alla Nuova Grosseto Barbanella

## Palmarès

### Giocatore

#### Competizioni nazionali
- Campionato Nazionale Dilettanti: 1

Grosseto: 1994-1995